# Turecké osmanské písmo

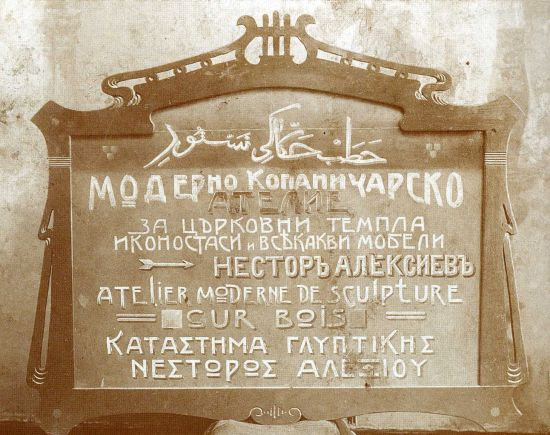
Osmanský nápis na tabuli jako první v Makedonii během vlády Osmanské říše v této oblasti

Turecké osmanské písmo (الفبا elifbâ) byla verze arabského písma používaná v osmanské turečtině za Osmanské říše a v prvních letech turecké republiky až do 1. listopadu 1928, kdy Mustafa Kemal Atatürk zavedl používání latinky.

## Abeceda
Tak jako v arabském písmu má většina písmen čtyři formy: samostatnou, začáteční, středovou a koncovou.
| Samostatná | Koncová | Středová | Začáteční | Název písmene  | Dnešní turecký ekvivalent |
| ---------- | ------- | -------- | --------- | -------------- | ------------------------- |
| ﺍ          | ﺎ       | —        | —         | elif           | a, e                      |
| ﺀ          | —       | —        | —         | hemze          |                           |
| ﺏ          | ﺐ       | ﺒ        | ﺑ         | be             | b                         |
| ﭖ          | ﭗ       | ﭙ        | ﭘ         | pe             | p                         |
| ﺕ          | ﺖ       | ﺘ        | ﺗ         | te             | t                         |
| ﺙ          | ﺚ       | ﺜ        | ﺛ         | se             | s                         |
| ﺝ          | ﺞ       | ﺠ        | ﺟ         | cim            | c                         |
| ﭺ          | ﭻ       | ﭽ        | ﭼ         | çim            | ç                         |
| ﺡ          | ﺢ       | ﺤ        | ﺣ         | ha             | h                         |
| ﺥ          | ﺦ       | ﺨ        | ﺧ         | hı             | h                         |
| ﺩ          | ﺪ       | —        | —         | dal            | d                         |
| ﺫ          | ﺬ       | —        | —         | zel            | z                         |
| ﺭ          | ﺮ       | —        | —         | re             | r                         |
| ﺯ          | ﺰ       | —        | —         | ze             | z                         |
| ﮊ          | ﮋ       | —        | —         | je             | j                         |
| ﺱ          | ﺲ       | ﺴ        | ﺳ         | sin            | s                         |
| ﺵ          | ﺶ       | ﺸ        | ﺷ         | şın            | ş                         |
| ﺹ          | ﺺ       | ﺼ        | ﺻ         | sat, sad       | s                         |
| ﺽ          | ﺾ       | ﻀ        | ﺿ         | dat, dad       | d, z                      |
| ﻁ          | ﻂ       | ﻄ        | ﻃ         | tı             | t                         |
| ﻅ          | ﻆ       | ﻈ        | ﻇ         | zı             | z                         |
| ﻉ          | ﻊ       | ﻌ        | ﻋ         | ayın           | ', h (nebo vynecháno)     |
| ﻍ          | ﻎ       | ﻐ        | ﻏ         | gayın          | g, ğ                      |
| ﻑ          | ﻒ       | ﻔ        | ﻓ         | fe             | f                         |
| ﻕ          | ﻖ       | ﻘ        | ﻗ         | kaf            | k                         |
| ﻙ          | ﻚ       | ﻜ        | ﻛ         | kef            | k, g, ğ, n                |
| ﮒ          | ﮓ       | ﮕ        | ﮔ         | gef¹           | g, ğ                      |
| ﯓ          | ﯔ       | ﯖ        | ﯕ         | nef, sağır kef | n                         |
| ﻝ          | ﻞ       | ﻠ        | ﻟ         | lam            | l                         |
| ﻡ          | ﻢ       | ﻤ        | ﻣ         | mim            | m                         |
| ﻥ          | ﻦ       | ﻨ        | ﻧ         | nun            | n                         |
| ﻭ          | ﻮ       | —        | —         | vav            | v, o, ö, u, ü             |
| ﻩ          | ﻪ       | ﻬ        | ﻫ         | he             | h, e, a                   |
| ﻯ          | ﻰ       | ﻴ        | ﻳ         | ye             | y, ı, i                   |

## Číslovky
Osmanská turečtina také používala číslice používané v arabském světě, odlišné od těch našich „arabských“ číslic. Zde je seznam arabských číslic a jejich název v turečtině.
- ٠ 0 (sıfır)
- ۱ 1 (bir)
- ۲ 2 (iki)
- ٣ 3 (üç)
- ٤ 4 (dört)
- ٥ 5 (beş)
- ٦ 6 (altı)
- ٧ 7 (yedi)
- ٨ 8 (sekiz)
- ٩ 9 (dokuz)
- ۱٠ 10 (on)